# Гай Каниний Ребил (претор 171 года до н. э.)
Гай Кани́ний Реби́л (лат. Gaius Caninius Rebilus; умер после 170 года до н. э.) — римский политический деятель из плебейского рода Каниниев, претор 171 года до н. э.

## Биография
Гай Каниний принадлежал к незнатному плебейскому роду. Он упоминается в источниках только в связи с событиями 171 года до н. э. как претор, получивший по жребию провинцию Сицилия. Больше о нём ничего не известно.
Немецкий исследователь Вильгельм Друман предположил, что потомком Гая Каниния был консул-суффект 45 года до н. э. того же имени.